# Edward Gleason
Edward Gleason (n. 9 noiembrie 1869, Hyannis⁠(d), Comitatul Barnstable, Massachusetts, SUA – d. 9 aprilie 1944) a fost un trăgător de tir ce a reprezentat Statele Unite ale Americii, medaliat olimpic. A participat la o ediție a Jocurilor Olimpice (1912) în care a câștigat o medalie de aur.

## Participări
Lista de mai jos prezintă principalele competiții la care a participat Edward Gleason de-a lungul carierei.
- shooting at the 1912 Summer Olympics – men's trap, team[*]